# Heiko Prümers
| QS Vor- und Frühgeschichte | Dieser Artikel wurde aufgrund von inhaltlichen Mängeln auf der Qualitätssicherungsseite des WikiProjekts Vor- und Frühgeschichte eingetragen. Dies geschieht, um die Qualität der Artikel aus diesem Themengebiet auf ein akzeptables Niveau zu bringen. Bitte hilf mit, die inhaltlichen Mängel dieses Artikels zu beseitigen, und beteilige dich bitte an der Diskussion! |  |

Heiko Prümers (* 1958) ist ein deutscher Altamerikanist, der sich auf die Archäologie des Amazonasgebietes spezialisiert hat.

## Leben
Prümers studierte in Bonn und Madrid Altamerikanistik, Ethnologie und Vor- und Frühgeschichte und schloss das Studium 1983 mit dem Magister ab. 1990 wurde er mit der Arbeit Der Fundort „El Castillo“ im Huarmeytal, Peru. Ein Beitrag zum Problem des Moche-Huari Textilstils promoviert. Seit 1992 arbeitet er als Referent für Lateinamerika bei der Kommission für Archäologie außereuropäischer Kulturen (KAAK) des Deutschen Archäologischen Instituts (DAI).

## Forschung
Prümers forscht über die Kulturen des präkolumbischen Südamerika. In seinen frühen Arbeiten (so etwa in seiner Dissertation) beschäftigte er sich vor allem mit den Kulturen des Andenraums wie zum Beispiel der Moche-Kultur, fokussiert sich etwa seit der Jahrtausendwende aber zunehmend auf das präkolumbische Amazonasgebiet.
Ab 2000 führte Prümers gefördert von der Deutschen Forschungsgemeinschaft Ausgrabungen in den Llanos de Mojos zu der dortigen Casarabe-Kultur durch. In jüngerer Zeit erforscht er das präkolumbische Amazonasgebiet mithilfe der LiDAR-Technologie. Durch seine Ausgrabungen in den Llanos de Mojos und seine Untersuchungen mittels LiDAR hat er (gemeinsam mit anderen Wissenschaftlern) gezeigt, dass im Amazonasgebiet vor der Ankunft der Spanier komplexe urbane Gesellschaften existierten, und so erheblich dazu beigetragen das zuvor vorherrschende Bild des präkolumbischen Amazonasgebiets zu revidieren.

## Auszeichnungen
- 2023 Field Discovery Award des Shanghai Archaeology Forums [zusammen mit Carla Jaimes Betancourt][8]

## Publikationen
- mit Stéphen Rostain, Antoine Dorison, Geoffroy de Saulieu, Jean-Luc le Pennec, Fernando Mejía Mejía, Ana Maritze Freire, Jaime R. Pagán-Jiménez & Philippe Descola. 2024. Two thousand years of garden urbanism in the Upper Amazon. Science 383, 183–189.
- mit Carla Jaimes Betancourt, José Iriarte, Mark Robinson & Martin Schaich. 2022. Lidar reveals pre-Hispanic low-density urbanism in the Bolivian Amazon. Nature 606, 325–328.
- Der Fundort „El Castillo“ im Huarmeytal, Peru. Ein Beitrag zum Problem des Moche-Huari Textilstils. Holos Verlag, Bonn 1990.